# Hussein ben Abdallah
Pour les articles homonymes, voir Hussein.
Titre
Prince héritier de Jordanie
Depuis le 2 juillet 2009
(15 ans, 8 mois et 12 jours)
Signature
Le prince Hussein ben Abdallah (en arabe, حسين بن عبد الله), né le 28 juin 1994 à Amman (en Jordanie), fils du roi Abdallah II, est le prince héritier de Jordanie depuis le 2 juillet 2009. Il a succédé à ce rang à son oncle, le prince Hamzah (en), fils du roi Hussein, prince héritier entre 1999 et 2004.

## Biographie

### Naissance et famille
Le prince est né à Amman. Fils du roi Abdallah II et de la reine Rania. Il porte le prénom de son grand-père paternel, le roi Hussein. Le prince héritier Hussein de Jordanie a deux sœurs, Iman et Salma, et un frère, Hachem.

### Jeunesse et formation
En 2007, le prince Hussein intègre la King's Academy à Madaba, qui a été créée par son père. Après avoir obtenu son baccalauréat en 2012, il est diplômé en sciences politiques à l'université de Georgetown à Washington en 2016 et de l'Académie royale militaire de Sandhurst en 2017. Il est promu capitaine en novembre 2021.

### Prince héritier de Jordanie
Le prince a le rang de  premier lieutenant dans les forces armées jordaniennes. Contrairement au roi, le rôle du prince héritier est surtout honorifique, en vertu de la Constitution, et le titre n'est associé à aucun poste politique. Toutefois, le prince Hussein est associé aux fonctions de son père.

### Mariage et descendance
Le 17 août 2022, la Cour royale hachémite annonce les fiançailles du prince Hussein avec Rajwa Al Saif. Le mariage est célébré le 1er juin 2023 dans le palais de Zahran.
Le 10 avril 2024, la Cour royale hachémite annonce que le couple attend son premier enfant pour l'été. La princesse Iman bint al-Hussein naît le 3 août 2024 à Amman.